# آسترید برژه-فریسبه
آسترید برژه-فریسبه (به فرانسوی: Àstrid Bergès-Frisbey) (زاده ۲۶ مهٔ ۱۹۸۶ در بارسلون) بازیگر و مانکن اسپانیایی-فرانسوی است. پدرش کاتالان و مادرش فرانکو-امریکن است.

## زندگی‌نامه
وقتی ۵ ساله بود خانواده‌اش به پاریس نقل مکان کردند اما وقتی مادرش از پدرش طلاق گرفت به همراه مادرش به جنوب غرب فرانسه رفت. ابتدا در حوالی مته (شرانت-ماریتیم) و پس از آن به سن سوپلیس دو رویان و نهایتاً در بندر رویان ماندگار شدند. آنجا بود که آسترید جوان به کالج هانری-دونان رفت (در سرش رؤیای بازی در تئاتر آنتیگون را می‌پروراند) ۱۷ ساله بود که به پاریس بازگشت تا در رشته علوم ادامه تحصیل دهد. در همان زمان بود که پدرش را از دست داد. این واقعه به او فهماند که کمدی تنها چیزی است که باید دنبال کند و در مرکز سیمون ثبت نام کرد.
آسترید اولین قدم‌هایش در سینما را با حضور در چند برنامه‌ هنری که از طریق یک آژانس سینمایی وارد آن شده بود برداشت. بعد از آن موفق شد چند نقش کوچک در چند سریال و فیلم بازی کند. او نقش ایزابل استوای جوان (دانیل داریو نقض ایزابل پیر را بازی می‌کرد) در تله‌فیلم «او و من» اثر براترد استورا بازی کرد در همان سال نقش اصلی فیلم «سدی برابر اقیانوس آرام» اثر ریثی پان را بازی کرد و برای آن نقش نامزد در یافت جایزه بهترین بازیگر جوان در سال ۲۰۱۰ شد. او پیشتر در سال ۲۰۰۸ برای بازی در کنار ژولین الوگت و برنو ولکویچ در تئاتر «اکوس» اثر دیده لون در تئاتر مرینی خوش درخشیده بود. در سال ۲۰۰۹ در پروژه‌های بیشتری مشغول شد و موفق شد جایزه سوزان بیانشتی را که هر سال به جوان با استعداد در هنرهای دراماتیک اهدا می‌شود را دریافت کند

## فیلم‌شناسی
| سال  | عنوان                                        | نقش              | توضیحات                                               |
| ---- | -------------------------------------------- | ---------------- | ----------------------------------------------------- |
| ۲۰۰۷ | روی خط                                       | ماری سرتیسیان    | سریال تلویزیونی                                       |
| ۲۰۰۷ | دوین امیلی                                   | مارکیس           | تله‌فیلم                                               |
| ۲۰۰۸ | او و من                                      | ایزابل جوان      | سریال کوتاه                                           |
| ۲۰۰۸ | اکوس                                         | جیل ماسون        | تئاتر                                                 |
| ۲۰۰۸ | دیوار دریا                                   | سوزان            | نام فرانسوی این فیلم «سدی در برابر اقیانوس آرام» است. |
| ۲۰۰۹ | اولین ستاره                                  | ژولیت            |                                                       |
| ۲۰۰۹ | جذبه                                         | جین              |                                                       |
| ۲۰۰۹ | ملکه مرده                                    | دختر پادشاه      | تله‌فیلم                                               |
| ۲۰۱۰ | بروک                                         | گلوریا           |                                                       |
| ۲۰۱۱ | دختر چاهکن                                   | پاتریسیا آموروتی |                                                       |
| ۲۰۱۱ | دزدان دریایی کارائیب: سوار بر امواج ناشناخته | سیرنا            |                                                       |
| ۲۰۱۲ | سکس فرشتگان                                  | کارلا            |                                                       |
| ۲۰۱۳ | ژولیت                                        | ژولیت کارسنتی    |                                                       |
| ۲۰۱۴ | سرچشمه‌های من                                 | سوفی             |                                                       |
| ۲۰۱۵ | آلاسکا (فیلم)                                | نادین            |                                                       |
| ۲۰۱۷ | شاه آرتور: افسانه شمشیر                      | ژینور            |                                                       |
| ۲۰۲۰ | دیگران                                       | ماری             |                                                       |
| ۲۰۲۱ | خزانه                                        | لورین            |                                                       |
| ۲۰۲۴ | کوکو                                         | اد               |                                                       |